# Dumarsais Estimé
Dumarsais Estimé, född 21 april 1900 i Verettes, Haiti, död 20 juli 1953 i New York i USA, var president i Haiti 16 augusti 1946–10 maj 1950.